# Pamela (Vorname)
Pamela ist ein weiblicher Vorname, erfunden im 16. Jahrhundert von dem Poeten Sir Philip Sidney in seinem Schäferroman Arcadia. Möglicherweise setzte er den Namen aus den griechischen Wörtern παν pan ‚alles, ganz‘ und μελι meli ‚Honig‘ oder von pan ‚ganz, alles‘ und melas ‚schwarz‘ zusammen.
Populär wurde er Mitte des 18. Jahrhunderts durch den Briefroman Pamela, or Virtue Rewarded des englischen Schriftstellers Samuel Richardson.
Der Name ist im englischen Sprachraum weit verbreitet, wird jedoch auch, deutsch ausgesprochen mit Betonung auf dem e, im deutschen Sprachraum immer populärer.
Der Namenstag ist der 16. Februar.

## Varianten
- Pam (englisch)
- Pamelita (spanisch)
- Pamelka, Pelka (polnisch)
- Pamella
- Pamila

## Bekannte Namensträgerinnen
- Pamela Adlon (* 1966), US-amerikanische Schauspielerin und Synchronsprecherin
- Pamela Anderson (* 1967), kanadische Schauspielerin und Pin-Up Girl
- Pamela Bach (1963–2025), US-amerikanische Filmschauspielerin
- Pamela Behr (* 1956), deutsche Skirennläuferin
- Pamela Bellwood (* 1951), US-amerikanische Schauspielerin
- Pamela Chepchumba (* 1979), kenianische Langstreckenläuferin
- Pamela Dutkiewicz (* 1991), deutsche Leichtathletin (100-Meter-Hürdenlauf)
- Pam Fletcher (* 1963), US-amerikanische Skirennläuferin
- Pamela Fryman (* 1959), US-amerikanische Regisseurin und Produzentin
- Pamela Geller (* 1958), US-amerikanische Bloggerin, Autorin, politische Aktivistin und Kommentatorin
- Pamela Suzette Grier (* 1949), US-amerikanische Schauspielerin, siehe Pam Grier
- Pamela Großer (* 1977), deutsche Fernsehmoderatorin und Schauspielerin
- Pamela Hensley (* 1950), US-amerikanische Schauspielerin und Autorin
- Pamela Jelimo (* 1989), kenianische Mittelstreckenläuferin und Olympiasiegerin (2008) im 800-Meter-Lauf
- Pamela O. Long (* 1943), US-amerikanische Wissenschafts- und Technikhistorikerin
- Pamela Martin, US-amerikanische Filmeditorin
- Pamela Sue Martin (* 1953), US-amerikanische Schauspielerin
- Pamela Moore (1937–1964), US-amerikanische Schriftstellerin
- Pamela Nash (* 1984), britische Politikerin (Labour Party)
- Pamela Palmater (* 1970), Mi'kmaq-Anwältin, Professorin und Politikerin aus kanadischen Provinz Neubraunschweig
- Pamela C. Rasmussen (* 1959), US-amerikanische Ornithologin
- Pamela Reed (* 1949), US-amerikanische Schauspielerin
- Pamela Reif (* 1996), deutsche Video-Producerin und Sport-Influencerin
- Pamela Rendi-Wagner (* 1971), österreichische Ärztin und Politikerin
- Pam Ryan (* 1939), australische Leichtathletin
- Pam Shriver (* 1962), US-amerikanische Tennisspielerin
- Pamela Colman Smith (1878–1951), US-amerikanische Künstlerin und Autorin
- Pamela H. Smith (* 1957), Wissenschaftshistorikerin
- Pamela Stephenson (* 1949), aus Neuseeland stammende Schauspielerin, Psychologin, Fernsehmoderatorin und Autorin
- Pamela Tajonar (* 1984), mexikanische Fußballtorhüterin
- Pam Tillis (* 1957), US-amerikanische Sängerin
- Pamela Lyndon Travers (1899–1996), australische Schriftstellerin
- Pamela Ware (* 1993), kanadische Wasserspringerin
- Pamela Wedekind (1906–1986), Schauspielerin und Chansonsängerin
- Pamela Zoellner (* 1977), deutsche Eisschnellläuferin